# Галлетти, Лусиано Мартин
Лусиа́но Марти́н Галле́тти (исп. Luciano Martín Galletti; род. 9 апреля 1980, Мар-дель-Плата, Буэнос-Айрес, Аргентина) — аргентинский футболист, нападающий.

## Карьера
Галлетти начал карьеру в «Эстудиантесе». В 1999 году молодой нападающий обратил на себя внимание, став лучшим бомбардиром молодёжного чемпионата Южной Америки. В том же 1999 он переехал в Италию, подписав контракт с «Пармой». Однако закрепиться ни в «Парме», ни в «Наполи», где нападающий провёл один сезон, Лусиано не удалось. В 2000 году он ненадолго вернулся в «Эстудиантес», после чего перешёл в испанскую «Сарагосу». В этом клубе он провёл 4 сезона, сыграв 134 матча и забив 14 мячей и стал обладателем Кубка и Суперкубка Испании. Именно Галлетти забил победный мяч в ворота мадридского «Реала» в дополнительное время финала Кубка Испании 2004 года.
В 2005 году Лусиано перебрался в «Атлетико Мадрид». Сумма трансфера составила 4 млн евро. После 2-х сезонов в «Атлетико» аргентинец за 2,5 млн евро оказался в греческом «Олимпиакосе», в составе которого стал двукратным чемпионом Греции. Вместе с Исмаэлем Бланко Галлетти стал лучшим бомбардиром греческого чемпионата в сезоне 2008/09. В 2009 году аргентинец продлил контракт с греческим клубом до 2013 года. Однако в середине сезона 2009/10 у Галлетти обнаружили синдром нарушения всех функций почек, который приводит к расстройству водного, электролитного, азотистого и других видов обмена, из-за которого он пропустил остаток сезона, а летом 2010 года покинул «Олимпиакос». В сентябре 2010 года Галетти принял решение завершить игровую карьеру: «Конечно, я хотел бы продолжать играть, однако у меня есть семья, а это важнее футбола»

## Достижения
- Серебряный призёр Кубка конфедераций 2005
- Обладатель Кубка Испании 2003/04